# Bexley kerület
Bexley kerület London külső délkeleti részén fekvő kerület.

## Fekvése
Bexleyt délen Bromley, nyugaton Greenwich, északon a Temze és a túlparton Havering határolja.

## Története
A kerületet 1965-ben hozták létre Bexley Önkormányzati Kerület, Erith Önkormányzati Kerület, Crayford Városi Körzet és Chislerust and Sidecup Városi Kerület felének összevonásával.

## Közterek
Bexley egy, a londoni kertvárosi területhez tartozó nagy zöld felülettel rendelkező kerület. A terület nagy része a Temze folyása mentén kialakult pusztaság, melynek itteni részét Lessness Heathnek neveznek. Itt fekszenek a következő híresebb épületek: Lessness apátság, Danson Park, Hall Place. A felújított Danson ház most nyitva áll a nagyközönség előtt is. A kerület déli részén található a Foots Cray, mely a Cray mellett halad, míg ez bele nem ömlik a Darentbe Dartfordtól nyugatra, s így folyik át a folyó a kerületen.

## Népessége
A kerület népessége a korábbiakban az alábbi módon alakult:
| Lakosok száma | 234 300 | 242 100 | 247 258 | 247 835 |
|               | 2012    | 2015    | 2018    | 2022    |

## Körzeti
- Albany Park
- Barnehurst
- Barnes Cray
- Belvedere
- Bexley, néha "Old Bexley"nek vagy "Bexley Village"-nek hívják
- Bexleyheath, hivatalosan "Bexley Heath"
- Blackfen
- Blendon
- Bostall
- Bridgen
- Coldblow
- Crayford
- Crook Log
- East Wickham
- Erith
- Falconwood
- Foots Cray
- Lamorbey
- Lessness Heath
- Longlands
- May Place
- North Cray
- North End
- Northumberland Heath
- Old Bexley, a középkori falu központja
- Sidcup
- Slade Green
- Thamesmead (Kelet)
- Upper Belvedere
- Upton
- Welling
- West Heath

## Közlekedés
A kerületben a következő vasútállomások találhatók:
- Albany Park vasútállomás
- Barnehurst vasútállomás
- Belvedere vasútállomás
- Bexley vasútállomás
- Bexleyheath vasútállomás
- Crayford vasútállomás
- Erith vasútállomás
- Falconwood vasútállomás
- Sidcup vasútállomás
- Slade Green vasútállomás
- Welling vasútállomás

## A közgyűlés
Bexley Kerület Közgyűlésének összetétele 1964 óta. 
| Év   | Adminisztráció | Adminisztráció | Konzervatív | Munkáspárt | Liberális Demokraták | Függetlenek | UKIP | Összesen |
| ---- | -------------- | -------------- | ----------- | ---------- | -------------------- | ----------- | ---- | -------- |
| 1964 |                | Munkáspárt     | 17          | 39         | -                    | -           | -    | 49       |
| 1968 |                | Konzervatív    | 55          | -          | -                    | 1           | -    | 49       |
| 1971 |                | Munkáspárt     | 24          | 32         | -                    | -           | -    | 49       |
| 1974 |                | Konzervatív    | 37          | 22         | -                    | -           | -    | 49       |
| 1978 |                | Konzervatív    | 43          | 18         | -                    | 1           | -    | 48       |
| 1982 |                | Konzervatív    | 41          | 14         | 7                    | -           | -    | 48       |
| 1986 |                | Konzervatív    | 36          | 15         | 11                   | -           | -    | 48       |
| 1990 |                | Konzervatív    | 35          | 18         | 9                    | -           | -    | 48       |
| 1994 |                | Nincs többség  | 24          | 24         | 14                   | -           | -    | 51       |
| 1998 |                | Konzervatív    | 32          | 24         | 6                    | -           | -    | 51       |
| 2002 |                | Munkáspárt     | 30          | 32         | 1                    | -           | -    | 51       |
| 2006 |                | Konzervatív    | 54          | 9          | -                    | -           | -    | 51       |
| 2010 |                | Konzervatív    | 52          | 11         | -                    | -           | -    | 51       |
| 2014 |                | Konzervatív    | 45          | 15         | -                    | -           | 3    | 51       |
| 2018 |                | Konzervatív    | 34          | 10         | -                    | 1           | -    | 51       |
| 2022 |                | Konzervatív    | 33          | 12         | -                    | -           | -    | 51       |